# 顎下腺管
顎下腺管（がっかせんかん）は顎下腺で作られた唾液を口腔に排出する主導管。最初の報告者の名前からワルトン管・ワルトン氏管・Wharton管などと呼ばれることもある。およそ5cm程度の長さで、顎下腺にて作られた唾液を舌下小丘にある開口部にまで運ぶ。

## 名祖
イギリスの解剖学者トーマス・ワルトン（英語: Thomas Wharton (anatomist)）により最初に報告され、このため顎下腺管（Submandibular duct）をワルトン管・ワルトン氏管・Wharton管
、Wharton's duct等と彼の名前で呼ぶことがある。

## 解剖学
顎下腺の小葉内を介在部、線状部が走行し、これが合流して小葉外を走行する排出管となり、さらにこれが合流して顎下腺深部の前端より顎下腺外にできる主導管が顎下腺管である。
顎舌骨筋の後縁を上方に向かい、顎舌骨筋、舌骨舌筋とオトガイ舌筋の間を通る。その後、舌下腺の内側を前方へ向かい、大舌下腺管と共に舌小帯の側面にある小さな舌下小丘に小さく開口する。